# 北海道LOVEテレビ
北海道LOVEテレビ（ほっかいどうラブテレビ）は、NHK総合テレビのNHK北海道ネットワーク（北海道ローカル）で放送されていた単発特別番組枠。

## 概要
日本放送協会（以下、NHK）の2016年（平成28年）春編成によりNHK総合金曜夜のローカル枠が消滅することに伴う「北海道スペシャル」の単発特別番組枠の代替として、またNHK北海道ネットワークが2013年（平成25年）10月から行ってきた地元応援キャンペーン「I Love Jimoto 北海道」の一環としてスタートした地域情報番組枠である。
基本的には「いくぞ〜!北の出会い旅」の前後編、「穴場ハンター」「北海道中ひざくりげ」のコンプレックスを放送し、2017年度からは北海道に関する番組のアンコールも放送されている。2020年3月14日をもって終了。
NHK総合金曜夜のローカル枠は廃止後も不定期に差し替えて、2020年の北海道LOVEテレビ終了後も「北海道スペシャル」「いくぞ〜!北の出会い旅」などの放送を続けている。
なお、歴史秘話ヒストリアの休止日原則5日前には、北海道中ひざくりげが内包されたほっかいどう穴場ハンターが再放送される場合がある。2017年度からは、本放送は土曜10時台に繰り上げられ従来の日曜放送は再放送枠となる。

## 時間枠
スポーツ中継（北海道日本ハムファイターズやコンサドーレ札幌戦、カーリング、アイスホッケー試合等）、特集編成等により休止することが多い。
| 放送期間                                                              | 放送時間        | 放送局        | 対象地域                                             |
| --------------------------------------------------------------------- | --------------- | ------------- | ---------------------------------------------------- |
| 土曜日 10:05 - 11:00（JST 本放送） 日曜日 13:05 - 14:48（JST 再放送） | 2016年4月10日 - | NHK札幌放送局 | 北海道札幌圏（空知南部、石狩、後志）                 |
|                                                                       |                 | NHK旭川放送局 | 北海道北部（空知北部、宗谷地方、上川地方、留萌地方） |
|                                                                       |                 | NHK北見放送局 | 北見市周辺及び北海道オホーツク地方周辺地域           |
|                                                                       |                 | NHK帯広放送局 | 北海道東部（釧路地方、根室地方、十勝）               |
|                                                                       |                 | NHK室蘭放送局 | 北海道中央南部（胆振、日高周辺）                     |
|                                                                       |                 | NHK函館放送局 | 北海道南西部（渡島、檜山）                           |

## 主な出演者
- 吉幾三（北の出会い旅）
- 古谷敏郎（北の出会い旅。NHKアナウンサー）
- 上田なおみ[1]（北の出会い旅 ナレーション。フクロウをモチーフとしたキャラクターである「ふくぞー」の声）ほか